# Anita Wachter
Anita Wachter, po mężu Salzgeber (ur. 12 lutego 1967 w Bartholomäberg) – austriacka narciarka alpejska, trzykrotna medalistka olimpijska, pięciokrotna medalistka mistrzostw świata oraz zdobywczyni Pucharu Świata.

## Kariera
Pierwszy sukces w karierze Anita Wachter osiągnęła w 1982 roku, kiedy zwyciężyła w slalomie podczas zawodów Trofeo Topolino. Trzy lata później wygrała slalom oraz giganta podczas mistrzostw świata juniorów w Jasnej. 
W zawodach Pucharu Świata zadebiutowała 4 stycznia 1985 roku w Mariborze, zajmując 22. miejsce w gigancie.  Pierwsze punkty (w sezonach 1980–1991 punktowało tylko piętnaście najlepszych zawodniczek) zdobyła 17 marca 1985 roku w Waterville Valley, zajmując piętnaste miejsce w gigancie. Były to jej jedyne punkty w sezonie 1984/1985, który ukończyła na 89. miejscu.
Na podium zawodów pucharowych po raz pierwszy stanęła 25 stycznia 1986 roku w Saint-Gervais-les-Bains, zajmując trzecie miejsce w kombinacji. W zawodach tych wyprzedziły ją jedynie dwie reprezentantki Szwajcarii: Monika Hess i Corinne Schmidhauser. W kolejnych startach jeszcze dwa razy stanęła na podium: 16 marca w Vail była druga w supergigancie, a 20 marca w Waterville Valley drugie miejsce zajęła w gigancie. W klasyfikacji generalnej sezonu 1985/1986 była siedemnasta, w supergigancie siódma, a w gigancie ósma. Podobne wyniki osiągnęła w sezonie 1986/1987, w którym dwa razy stanęła na podium: 15 marca 1987 roku w Vail była druga, a dzień później trzecia w supergigancie. W lutym 1987 roku wystartowała na mistrzostwach świata w Crans-Montana, gdzie jej najlepszym wynikiem było piąte miejsce w kombinacji.
Przełom w karierze Wachter nastąpił w sezonie 1987/1988. Już w trzecich zawodach sezonu, 30 listopada 1987 roku w Courmayeur, odniosła swoje pierwsze pucharowe zwycięstwo, wygrywając slalom. W pozostałych startach piec razy stanęła na podium, jednak nie odniosła już zwycięstwa. W klasyfikacji generalnej byłą trzecia, ulegając jedynie Micheli Figini i Brigitte Oertli. Była też druga w kombinacji, trzecia w slalomie i czwarta w gigancie. W lutym 1988 roku wystartowała we wszystkich konkurencjach na igrzyskach olimpijskich w Calgary. Zdobyła tam swój pierwszy medal wśród seniorek, zwyciężając w kombinacji. Po zjeździe do kombinacji Wachter zajmowała trzecie miejsce, tracąc do prowadzącej Francuzki Carole Merle 0,68 sekundy. W slalomie do kombinacji uzyskała drugi wynik, co dało jej jednak najlepszy łączny wynik i zwycięstwo. Ostatecznie wyprzedziła Brigitte Oertli o zaledwie 0,23 punktu i jej rodaczkę Marię Walliser o 22,03 pkt. Na tych samych igrzyskach była też między innymi piąta w supergigancie i siódma w gigancie.
Przez trzy kolejne sezony plasowała się w czołówce klasyfikacji generalnej Pucharu Świata. W tym czasie wielokrotnie stawała na podium, odnosząc przy tym trzy zwycięstwa: 9 sierpnia 1989 roku w Las Leñas, była najlepsza w supergigancie, a 3 grudnia 1989 roku w Vail i 10 lutego 1991 roku w Zwiesel triumfowała w gigantach. W sezonie 1989/1990 była druga w klasyfikacji generalnej, przegrywając tylko ze swą rodaczką, Petrą Kronberger. W tym samym sezonie zwyciężyła w klasyfikacjach giganta i kombinacji. Ponadto w sezonie 1988/1989 była trzecia w supergigancie, a dwa lata później była druga w klasyfikacji giganta. Z mistrzostw świata w Vail/Beaver Creek w 1989 roku wróciła bez medalu, jednak na rozgrywanych dwa lata później mistrzostwach świata w Saalbach-Hinterglemm zdobyła brązowy medal w supergigancie. Uległa tam tylko innej Austriaczce, Ulrike Maier oraz Carole Merle.
W sezonie 1991/1992 tylko raz znalazła się w najlepszej trójce zawodów PŚ: 28 lutego 1992 roku w Narwiku zajęła drugie miejsce w gigancie. W klasyfikacji generalnej była tym razem dwunasta, zajęła także trzecie miejsce w klasyfikacji kombinacji, za Sabine Ginther i Miriam Vogt. Na początku lutego 1992 roku brała udział w igrzyskach olimpijskich w Albertville, gdzie w trzech startach zdobyła dwa medale. Najpierw wywalczyła srebrny medal w kombinacji, uzyskując jedenasty czas zjazdu i drugi wynik slalomu. Ostatecznie przegrała tylko z Petrą Kronberger, a wyprzedziła Florence Masnadę z Francji. Pięć dni później była dziewiąta w supergigancie, a następnie wzięła udział w gigancie. Po pierwszym przejeździe zajmowała trzecie miejsce, tracąc do prowadzącej Ulrike Maier o 0,27 sekundy. W drugim przejeździe uzyskała piąty wynik, co jednak dało jej drugi łączny czas i srebrny medal. Konkurencję wygrała Szwedka Pernilla Wiberg, a drugie miejsce ex aequo z Wachter zajęła Diann Roffe z USA.
Najlepsze wyniki osiągała w sezonie 1992/1993, kiedy zdobyła Kryształową Kulę za zwycięstwo w klasyfikacji generalnej. Ośmiokrotnie stawała na podium, w tym odniosła dwa zwycięstwa: 5 grudnia w Steamboat Springs wygrała giganta, a 17 stycznia 1993 roku w Cortina d'Ampezzo zwyciężyła w kombinacji. Zdobyła także Małą Kryształową Kulę w klasyfikacji kombinacji oraz zajęła drugie miejsce w klasyfikacji giganta. Na mistrzostwach świata w Morioce w 1993 roku zdobyła srebro w gigancie, rozdzielając na podium Carole Merle i Niemkę Martinę Ertl. Pięć dni wcześniej zdobyła także brązowy medal w kombinacji, ulegając tylko Miriam Vogt i Picabo Street z USA.
Najważniejszym punktem sezonu 1993/1994 były igrzyska olimpijskie w Lillehammer. Wachter nie zdobyła tam medalu, najlepszy wynik osiągając w gigancie, który ukończyła na czwartej pozycji. Walkę o podium przegrała tam ze Szwajcarką Vreni Schneider o 0,09 sekundy. W zawodach pucharowych na podium znalazła się osiem razy, z czego trzykrotnie zwyciężała: 31 października w Sölden, 26 listopada w Santa Caterina oraz 16 stycznia w Cortina d'Ampezzo była najlepsza w gigantach. Wyniki te dały je zwycięstwo w klasyfikacji tej konkurencji, a w klasyfikacji generalnej była czwarta. Trzy zwycięstwa odniosła także rok później: 7 stycznia w Haus w supergigancie oraz 23 stycznia w Cortinie d’Ampezzo i 18 lutego w Åre w gigancie. Poza tym jeszcze raz stanęła na podium, w efekcie zajmując ósme miejsce w klasyfikacji generalnej i siódme w gigancie.
Ostatnią Małą Kryształową Kulę w karierze wywalczyła w sezonie 1995/1996, zwyciężając w klasyfikacji kombinacji. Na podium stawała trzykrotnie, z czego dwa razy na najwyższym stopniu: 17 grudnia w St. Anton była najlepsza w kombinacji, a 21 stycznia w Cortinie d’Ampezzo wygrała giganta. W klasyfikacji generalnej była trzecia, za Katją Seizinger i Martiną Ertl. W lutym 1996 roku brała udział w mistrzostwach świata w Sierra Nevada, gdzie wywalczyła srebrny medal w kombinacji. Austriaczka uzyskała dwunasty czas zjazdu i trzeci slalomu, ostatecznie na podium rozdzielając Pernillę Wiberg oraz Marianne Kjørstad z Norwegii. Na tej samej imprezie była także czwarta w gigancie, przegrywając walkę o brązowy medal z Martiną Ertl o 0,46 sekundy. Z rozgrywanych rok później mistrzostw świata w Sestriere wróciła bez medalu. Najlepszy wynik uzyskała w gigancie, który ponownie ukończyła na czwartej pozycji. Tym razem walkę o podium przegrała z Francuzką Leïlą Piccard o 0,15 sekundy. W zawodach pucharowych na podium stawała sześć razy, jednak nie odniosła żadnego zwycięstwa. Sezon 1996/1997 ukończyła na siódmym miejscu, a w klasyfikacjach giganta i kombinacji była trzecia.
Sezon 1997/1998 był pierwszym od 13 lat, w którym ani razu nie stanęła na podium. Podczas zawodów w Cortina d’Ampezzo w styczniu 1998 roku Wachter wypadła z trasy zrywając więzadła krzyżowe w prawym kolanie. Kontuzja ta wykluczyła ją ze startów w pozostałej części sezonu, w tym igrzysk olimpijskich w Nagano. Uzyskane do tego czasu wyniki dały jej 27. miejsce w klasyfikacji generalnej.
Austriaczka wróciła do sportu i rywalizowała jeszcze przez trzy kolejne sezony. Odniosła jeszcze pięć zwycięstw w zawodach Pucharu Świata: 27 grudnia 1998 roku w Semmering, 2 stycznia 1999 roku w Mariborze, 24 lutego w Åre, 13 marca w Sierra Nevada oraz 28 grudnia 1999 roku w Lienzu wygrywała giganty. Po zwycięstwie Lienzu w wieku 32 lat i 319 dni, została najstarszą zwyciężczynią zawodów PŚ w gigancie W sezonie 1998/1999 zajęła drugie, a w sezonie 1999/2000 trzecie miejsce w klasyfikacji tej konkurencji. Podczas rozgrywanych w lutym 1999 roku mistrzostw świata w Vail/Beaver Creek zdobyła brązowy medal w gigancie. W zawodach tych uległa jedynie Alexandrze Meissnitzer i Norweżce Andrine Flemmen. W tej samej konkurencji wystąpiła także na rozgrywanych dwa lata później mistrzostwach świata w St. Anton, jednak nie ukończyła pierwszego przejazdu. Ostatni raz na podium zawodów pucharowych stanęła 17 lutego 2000 roku w Åre, zajmując drugie miejsce w gigancie. W marcu 2001 roku zakończyła karierę.
Wachter kilkukrotnie zdobywała medale mistrzostw Austrii, w tym sześć złotych: w gigancie w latach 1990, 1994 i 1997, kombinacji w 1985 roku oraz slalomie w latach 1986 i 1994. W 1992 roku otrzymała Odznakę Honorową za Zasługi dla Republiki Austrii. W 1993 roku została wybrana sportsmenką roku w Austrii.
Jej mężem jest austriacki narciarz Rainer Salzgeber, z którym ma dwie córki. Ich córka Amanda Salzgeber jest trzykrotną medalistką igrzysk olimpijskich młodzieży w Lozannie.

## Osiągnięcia

### Igrzyska olimpijskie
| Miejsce | Dzień     | Rok  | Miejscowość | Konkurencja | Czas biegu | Strata     | Zwyciężczyni       |
| ------- | --------- | ---- | ----------- | ----------- | ---------- | ---------- | ------------------ |
| DNF     | 19 lutego | 1988 | Calgary     | Zjazd       | 1:25,86    | -          | Marina Kiehl       |
| 1.      | 21 lutego | 1988 | Calgary     | Kombinacja  | 29,25 pkt  | -          | -                  |
| 5.      | 22 lutego | 1988 | Calgary     | Supergigant | 1:19,03    | +1,33      | Sigrid Wolf        |
| 7.      | 24 lutego | 1988 | Calgary     | Gigant      | 2:06,49    | +1,89      | Vreni Schneider    |
| DNF1    | 26 lutego | 1988 | Calgary     | Slalom      | 1:36,69    | -          | Vreni Schneider    |
| 2.      | 13 lutego | 1992 | Albertville | Kombinacja  | 2,55 pkt   | +16,84 pkt | Petra Kronberger   |
| 9.      | 18 lutego | 1992 | Albertville | Supergigant | 1:21,22    | +2,98      | Deborah Compagnoni |
| 2.      | 19 lutego | 1992 | Albertville | Gigant      | 2:12,74    | +0,97      | Pernilla Wiberg    |
| 9.      | 15 lutego | 1994 | Lillehammer | Supergigant | 1:22,15    | +0,86      | Diann Roffe        |
| 4.      | 24 lutego | 1994 | Lillehammer | Gigant      | 2:30,97    | +2,09      | Deborah Compagnoni |
| DNF1    | 26 lutego | 1994 | Lillehammer | Slalom      | 1:56,01    | -          | Vreni Schneider    |

### Mistrzostwa świata
| Miejsce | Dzień       | Rok  | Miejscowość   | Konkurencja | Czas biegu | Strata     | Zwyciężczyni          |
| ------- | ----------- | ---- | ------------- | ----------- | ---------- | ---------- | --------------------- |
| 17.     | 6 lutego    | 1985 | Bormio        | Gigant      | 2:18,53    | +3,61      | Diann Roffe           |
| DNF1    | 9 lutego    | 1985 | Bormio        | Slalom      | 1:29,58    | -          | Perrine Pelen         |
| 5.      | 30 stycznia | 1987 | Crans-Montana | Kombinacja  | 15,32 pkt  | +21,38 pkt | Erika Hess            |
| 17.     | 3 lutego    | 1987 | Crans-Montana | Supergigant | 1:19,17    | +3,33      | Maria Walliser        |
| DNS1    | 5 lutego    | 1987 | Crans-Montana | Gigant      | 2:21,22    | -          | Vreni Schneider       |
| 5.      | 2 lutego    | 1989 | Vail          | Kombinacja  | 5,65 pkt   | +30,32 pkt | Tamara McKinney       |
| DNF1    | 7 lutego    | 1989 | Vail          | Slalom      | 1:30,88    | -          | Mateja Svet           |
| 9.      | 8 lutego    | 1989 | Vail          | Supergigant | 1:19,46    | +0,93      | Ulrike Maier          |
| 13.     | 11 lutego   | 1989 | Vail          | Gigant      | 2:29,37    | +4,92      | Vreni Schneider       |
| 3.      | 29 stycznia | 1991 | Saalbach      | Supergigant | 1:08,72    | +0,13      | Ulrike Maier          |
| DNF     | 31 stycznia | 1991 | Saalbach      | Kombinacja  | 26,45 pkt  | -          | Chantal Bournissen    |
| 12.     | 1 lutego    | 1991 | Saalbach      | Slalom      | 1:25,90    | +2,22      | Vreni Schneider       |
| 11.     | 2 lutego    | 1991 | Saalbach      | Gigant      | 2:07,45    | +2,04      | Pernilla Wiberg       |
| 3.      | 5 lutego    | 1993 | Morioka       | Kombinacja  | 3,39 pkt   | +30,13 pkt | Miriam Vogt           |
| DNF1    | 9 lutego    | 1993 | Morioka       | Slalom      | 1:27,66    | -          | Karin Buder           |
| 2.      | 10 lutego   | 1993 | Morioka       | Gigant      | 2:17,59    | +0,40      | Carole Merle          |
| 6.      | 14 lutego   | 1993 | Morioka       | Supergigant | 1:33,52    | +1,00      | Katja Seizinger       |
| 16.     | 12 lutego   | 1996 | Sierra Nevada | Supergigant | 1:21,00    | +1,84      | Isolde Kostner        |
| 2.      | 19 lutego   | 1996 | Sierra Nevada | Kombinacja  | 3:19,68    | +2,05      | Pernilla Wiberg       |
| 4.      | 22 lutego   | 1996 | Sierra Nevada | Gigant      | 2:10,74    | +1,16      | Deborah Compagnoni    |
| DNF1    | 24 lutego   | 1996 | Sierra Nevada | Slalom      | 1:31,46    | -          | Pernilla Wiberg       |
| 22.     | 5 lutego    | 1997 | Sestriere     | Slalom      | 1:43,88    | +6,44      | Deborah Compagnoni    |
| 4.      | 9 lutego    | 1997 | Sestriere     | Gigant      | 2:39,19    | +1,91      | Deborah Compagnoni    |
| 10.     | 15 lutego   | 1997 | Sestriere     | Kombinacja  | 3:03,38    | +3,76      | Renate Götschl        |
| 3.      | 11 lutego   | 1999 | Vail          | Gigant      | 2:08,54    | +0,59      | Alexandra Meissnitzer |
| 9.      | 13 lutego   | 1999 | Vail          | Slalom      | 1:33,97    | +1,37      | Zali Steggall         |
| DFN1    | 9 lutego    | 2001 | St. Anton     | Gigant      | 2:19,01    | -          | Sonja Nef             |

### Mistrzostwa świata juniorów
| Miejsce | Dzień     | Rok  | Miejscowość | Konkurencja | Czas biegu | Strata | Zwyciężczyni   |
| ------- | --------- | ---- | ----------- | ----------- | ---------- | ------ | -------------- |
| 5.      | 21 lutego | 1984 | Sugarloaf   | Gigant      | 2:23,08    | +1,53  | Mateja Svet    |
| 9.      | 28 lutego | 1985 | Jasná       | Zjazd       | 1:22,12    | +2,03  | Astrid Geisler |
| 1.      | 1 marca   | 1985 | Jasná       | Gigant      | 2:14,02    | -      | -              |
| 1.      | 3 marca   | 1985 | Jasná       | Slalom      | 1:40,47    | -      | -              |

### Puchar Świata

#### Miejsca w klasyfikacji generalnej
- sezon 1984/1985: 89.
- sezon 1985/1986: 17.
- sezon 1986/1987: 14.
- sezon 1987/1988: 3.
- sezon 1988/1989: 5.
- sezon 1989/1990: 2.
- sezon 1990/1991: 6.
- sezon 1991/1992: 12.
- sezon 1992/1993: 1.
- sezon 1993/1994: 4.
- sezon 1994/1995: 8.
- sezon 1995/1996: 3.
- sezon 1996/1997: 7.
- sezon 1997/1998: 27.
- sezon 1998/1999: 8.
- sezon 1999/2000: 16.
- sezon 2000/2001: 51.

#### Zwycięstwa w zawodach
1. Courmayeur – 30 listopada 1987 (slalom)
2. Las Leñas – 9 sierpnia 1989 (supergigant)
3. Vail – 3 grudnia 1989 (gigant)
4. Zwiesel – 10 lutego 1991 (gigant)
5. Steamboat Springs – 5 grudnia 1992 (gigant)
6. Cortina d'Ampezzo – 17 stycznia 1993 (kombinacja)
7. Sölden – 31 października 1993 (gigant)
8. Santa Caterina – 26 listopada 1993 (gigant)
9. Cortina d'Ampezzo – 16 stycznia 1994 (gigant)
10. Haus – 7 stycznia 1995 (supergigant)
11. Cortina d'Ampezzo – 23 stycznia 1995 (gigant)
12. Åre – 18 lutego 1995 (gigant)
13. St. Anton – 17 grudnia 1995 (kombinacja)
14. Cortina d'Ampezzo – 21 stycznia 1996 (gigant)
15. Semmering – 27 grudnia 1998 (gigant)
16. Maribor – 2 stycznia 1999 (gigant)
17. Åre – 24 lutego 1999 (gigant)
18. Sierra Nevada – 13 marca 1999 (gigant)
19. Lienz – 28 grudnia 1999 (gigant)

- 19 zwycięstw w zawodach Pucharu Świata (14 w gigancie, 2 w supergigancie, 2 w kombinacji i 1 w slalomie)

#### Pozostałe miejsca na podium
1. Saint-Gervais – 25 stycznia 1986 (kombinacja) – 3. miejsce
2. Vail – 16 marca 1986 (supergigant) – 2. miejsce
3. Waterville Valley – 20 marca 1986 (gigant) – 2. miejsce
4. Vail – 15 marca 1987 (supergigant) – 3. miejsce
5. Vail – 16 marca 1987 (supergigant) – 3. miejsce
6. Crans-Montana – 13 grudnia 1987 (kombinacja) – 2. miejsce
7. Kranjska Gora – 30 stycznia 1988 (gigant) – 3. miejsce
8. Aspen – 6 marca 1988 (slalom) – 2. miejsce
9. Rossland – 13 marca 1988 (supergigant) – 3. miejsce
10. Saalbach-Hinterglemm – 23 marca 1988 (gigant) – 2. miejsce
11. Schladming – 26 listopada 1988 (supergigant) – 3. miejsce
12. Les Menuires – 28 listopada 1988 (gigant) – 2. miejsce
13. Valzoldana – 18 grudnia 1988 (gigant) – 3. miejsce
14. Tignes – 20 stycznia 1989 (supergigant) – 2. miejsce
15. Steamboat Springs – 25 lutego 1989 (supergigant) – 2. miejsce
16. Park City – 24 listopada 1989 (gigant) – 3. miejsce
17. Park City – 25 listopada 1989 (slalom) – 3. miejsce
18. Steamboat Springs – 10 grudnia 1989 (kombinacja) – 3. miejsce
19. Hinterstoder – 8 stycznia 1990 (gigant) – 2. miejsce
20. Hinterstoder – 9 stycznia 1990 (slalom) – 2. miejsce
21. Haus – 14 stycznia 1990 (kombinacja) – 2. miejsce
22. Maribor – 20 stycznia 1990 (gigant) – 2. miejsce
23. Santa Caterina – 28 stycznia 1990 (gigant) – 2. miejsce
24. Veysonnaz – 5 lutego 1990 (gigant) – 2. miejsce
25. Stranda – 11 marca 1990 (slalom) – 3. miejsce
26. Altenmarkt – 9 grudnia 1990 (supergigant) – 3. miejsce
27. Lake Louise – 11 marca 1991 (slalom) – 3. miejsce
28. Vail – 17 marca 1991 (gigant) – 3. miejsce
29. Narwik – 28 lutego 1992 (gigant) – 2. miejsce
30. Vail – 13 grudnia 1992 (supergigant) – 3. miejsce
31. Maribor – 5 stycznia 1993 (gigant) – 2. miejsce
32. Cortina d'Ampezzo – 10 stycznia 1993 (gigant) – 2. miejsce
33. Haus – 24 stycznia 1993 (slalom) – 2. miejsce
34. Veysonnaz – 28 lutego 1993 (supergigant) – 2. miejsce
35. Morzine – 7 marca 1993 (supergigant) – 3. miejsce
36. Åre – 27 marca 1993 (gigant) – 3. miejsce
37. Santa Caterina – 27 listopada 1993 (gigant) – 2. miejsce
38. Santa Caterina – 28 listopada 1993 (slalom) – 2. miejsce
39. Tignes – 5 grudnia 1993 (gigant) – 2. miejsce
40. Morzine – 5 stycznia 1994 (gigant) – 2. miejsce
41. Vail – 17 marca 1994 (supergigant) – 3. miejsce
42. Alta Badia – 21 grudnia 1994 (gigant) – 2. miejsce
43. Veysonnaz – 21 grudnia 1995 (gigant) – 3. miejsce
44. Park City – 21 listopada 1996 (gigant) – 2. miejsce
45. Semmering – 28 grudnia 1996 (slalom) – 3. miejsce
46. Maribor – 3 stycznia 1997 (gigant) – 2. miejsce
47. Zwiesel – 17 stycznia 1997 (gigant) – 2. miejsce
48. Zwiesel – 18 stycznia 1997 (gigant) – 2. miejsce
49. Laax – 2 lutego 1997 (kombinacja) – 3. miejsce
50. Val d’Isère – 11 grudnia 1998 (gigant) – 3. miejsce
51. Cortina d'Ampezzo – 24 stycznia 1999 (gigant) – 3. miejsce
52. Åre – 22 lutego 1999 (gigant) – 2. miejsce
53. Tignes – 31 października 1999 (gigant) – 3. miejsce
54. Serre Chevalier – 4 grudnia 1999 (gigant) – 2. miejsce
55. Maribor – 5 stycznia 2000 (gigant) – 3. miejsce
56. Åre – 17 lutego 2000 (gigant) – 2. miejsce